# DDR-Liga 1979/80
In 1979/80 werd het 30ste seizoen van de DDR-Liga gespeeld, de tweede klasse van de DDR. De vijf groepswinnaars speelden een eindronde waarvan de top twee promoveerde. FC Hansa Rostock en BSG Chemie Böhlen promoveerden meteen terug naar de DDR-Oberliga.

## Promotie-eindronde
| Plaats | Club                   | Wed. | W | G | V | Saldo | Ptn. |
| ------ | ---------------------- | ---- | - | - | - | ----- | ---- |
| 1.     | FC Hansa Rostock       | 8    | 7 | - | 1 | 20:6  | 14:2 |
| 2.     | BSG Chemie Böhlen      | 8    | 3 | 3 | 2 | 13:12 | 9:7  |
| 3.     | BSG Energie Cottbus    | 8    | 3 | 3 | 2 | 10:12 | 9:7  |
| 4.     | BSG Wismut Gera        | 8    | 1 | 2 | 5 | 7:11  | 4:12 |
| 5.     | SG Dynamo Fürstenwalde | 8    | 1 | 2 | 5 | 6:15  | 4:12 |

### Topschutters
|    | Speler           | Club                | Goals |
| -- | ---------------- | ------------------- | ----- |
| 1. | Rainer Jarohs    | FC Hansa Rostock    | 4     |
| 1. | Rainer Lisiewicz | BSG Chemie Böhlen   | 4     |
| 1. | Peter Zierau     | BSG Energie Cottbus | 4     |
| 4. | Klaus Havenstein | BSG Chemie Böhlen   | 3     |
| 4. | Christian Radtke | FC Hansa Rostock    | 3     |